# Contrôle automatisé de recherche de véhicules en France
 (août 2012).
Cet article couvre le concept de contrôle automatisé de recherche de véhicules en France en France. Il s'agit d'un système de lecture automatique de plaques minéralogiques, non affecté au contrôle de vitesse, mais à la recherche de véhicules.

## Histoire
Ce dispositif, dont l'expérimentation est lancée en 2007, prolonge la mise en place du contrôle-sanction automatisé des vitesses [réf. nécessaire] qui trouve ses fondements dans la loi no 2003-495 du 12 juin 2003 renforçant la lutte contre la violence routière.
La lecture automatisée des plaques d'immatriculation a cependant été autorisée par la loi n° 2006-64 du 23 janvier 2006 relative à la lutte contre le terrorisme. Par ailleurs, la loi LOPPSI II (art. 111) de mars 2011 a étendu l'accès au fichier en permettant aux douanes de les consulter lors de leurs enquêtes. Le traitement automatisé de contrôle des données signalétiques des véhicules (dispositifs LAPI) est par ailleurs régi par l'arrêté du 18 mai 2009.

### 2007 - 2009: premières expérimentations
Avec l'arrêté du 2 mars 2007, le ministère de l'Intérieur (direction générale de la police nationale), le ministère de la Défense (direction générale de la gendarmerie nationale) et le ministère de l'Économie, des Finances et de l'Industrie (direction générale des douanes et droits indirects) vont pouvoir expérimenter des traitements automatisés de contrôle des données signalétiques des véhicules prenant la photographie de leurs occupants.
Les informations collectées sont conservées durant un délai maximum de huit jours, au-delà duquel elles sont effacées dès lors qu'elles n'ont donné lieu à aucun rapprochement positif avec le traitement automatisé des données relatives aux véhicules volés ou signalés. Durant cette période de huit jours, la consultation des données n'ayant pas fait l'objet d'un rapprochement positif avec ce dernier est interdite, sans préjudice des nécessités de leur consultation pour les besoins d'une procédure pénale ou douanière.
Peuvent seuls accéder à la totalité ou, à raison de leurs attributions, à une partie des données les agents des services de police et de gendarmerie nationales ainsi que des douanes, individuellement désignés et dûment habilités par leur chef de service.
Cette expérimentation dura jusqu'au 3 mars 2009.

### 2009 -
L'arrêté du 18 mai 2009 précise le régime de ce système conformément au code de la sécurité intérieur.

### Un enjeu annoncé: la lutte contre le terrorisme et la grande délinquance
Le fondement de cette nouvelle loi est annoncé comme permettant la lutte contre le terrorisme, afin de faciliter la constatation des infractions s'y rattachant. Elle vise également à faciliter la constatation :
- des infractions criminelles ou liées à la criminalité organisée ;
- des infractions de vol et de recel de véhicules volés ;
- des infractions de contrebande, d'importation ou d'exportation commises en bande organisée ;
- de la réalisation ou de la tentative de réalisation des opérations financières définies à l'article 415 du même code et afin de permettre le rassemblement des preuves de ces infractions et la recherche de leurs auteurs.

Il vise également la préservation de l'ordre public, à l'occasion d'événements particuliers ou de grands rassemblements de personnes, par décision de l'autorité administrative.

### Avis de la CNIL
La CNIL a rendu deux avis concernant cette expérimentation.
Le premier du 10 octobre 2005, la CNIL émet un avis réservé,
Le second du 8 février 2007, précise qu'elle « n’a pas autorisé la mise en œuvre des dispositifs, mais a simplement rendu un avis qui ne lie pas le ministère de l’Intérieur ».

## Procédé
Le procédé à terme, devrait être similaire à celui du contrôle-sanction automatisé des vitesses.
Les informations enregistrées sont :
- la photographie du numéro d'immatriculation du véhicule et son taux de lisibilité ;
- le numéro d'immatriculation du véhicule ;
- la photographie du véhicule et de ses éventuels occupants ;
- la date et l'heure de chaque photographie ;

## Matériel
Six véhicules équipés de caméras permettant de :
- lire automatiquement la plaque d’immatriculation des véhicules ;
- comparer ces données au Fichier des véhicules volés (FVV) et au Système d'information Schengen ;
- prendre la photographie des occupants des véhicules.

## Base législative et réglementaire

### Textes de base
- Article L233-1 et L233-2 du code de la sécurité intérieur[6] (18 mars 2003, art. 26).
- Arrêté du 18 mai 2009 portant création d'un traitement automatisé de contrôle des données signalétiques des véhicules[7].
- Décret no 2003-642 du 11 juillet 2003[8] portant application de certaines dispositions de la loi no 2003-495 du 12 juin 2003 renforçant la lutte contre la violence routière et modifiant notamment le code pénal, le code de procédure pénale et le code de la route.
- Délibération no 03-041 du 23 septembre 2003 de la Commission nationale de l'informatique et des libertés portant avis sur un projet d'arrêté interministériel portant création d'un dispositif expérimental visant à automatiser la constatation de certaines infractions routières et l'envoi de l'avis de contravention correspondant et sur un projet d'arrêté modifiant l'arrêté du 29 juin 1992 portant création du système national des permis de conduire.
- Arrêté du 27 octobre 2003[9] portant création du système de contrôle sanction automatisé.

### Textes connexes
- Arrêté du 29 juin 1992 portant création du Système national des permis de conduire et le projet d'arrêté modificatif de cet arrêté.
- Arrêté du 20 janvier 1994 portant création du fichier national des immatriculations.
- Arrêté du 18 juillet 1994 portant création du traitement automatisé de suivi du recouvrement des amendes et des condamnations pécuniaires.